# Kubban
Kubban (àrab: كوبان, Kūbān) fou una de les primeres, potser fins i tot la primera, fortalesa egípcia a Núbia, establerta vers el 1900 aC, anterior a la fortalesa de Buhen. Ha estat documentada el cinquè any de regnat de Senusret I. Està situada al nord de Buhen. Fou evacuada vers el 1650 aC.